# Шомбургков јелен
Шомбургков јелен (Rucervus schomburgki) је изумрла врста сисара из реда папкара (Artiodactyla).

## Распрострањење
Ареал врсте је био ограничен на Тајланд.

## Станиште
Ранија станишта врсте су укључивала грмље, мочварна подручја, травну вегетацију, и слатководна подручја.

## Угроженост
Ова врста је изумрла, што значи да нису познати живи примерци. Последња популација Шомбургковог јелена у дивљини је изловљена 1932, док је задњи примерак врсте убијен у заточеништву 1938.